# Lloa (parroquia)
Lloa es una de las 33 parroquias rurales del Distrito Metropolitano de Quito, Provincia de Pichincha, Ecuador. Este pequeño poblado se ubica a 12 kilómetros al suroccidente de la capital en las faldas del Volcán Guagua Pichincha y se levanta sobre un fértil valle de origen volcánico a una altitud aproximada de 3100 metros sobre el nivel del mar; sus habitantes se dedican en su mayoría a actividades agrícolas y ganaderas.

## Historia
Esta parroquia rural de Quito fue reconocida como tal junto a muchas otras en la misma fecha: el 29 de mayo de 1861, durante el gobierno de Gabriel García Moreno.
En la época precolombina, Lloa, por su situación geográfica, fue utilizada como ruta de conexión e intercambio entre las poblaciones asentadas en las montañas de Mindo y el Valle de Quito, punto de encuentro para el mantenimiento de relaciones comerciales, políticas y matrimoniales entre las naciones precolombinas de los Yumbos y los pueblos de la sierra.
Según el autor Mario Sotomayor, en su libro "Parroquia de Lloa, Historia de mi Pueblo" durante la época colonial existen pocos registros que hagan referencia a este poblado. Se tiene cierta certeza de que por este valle pasó el naturalista alemán Alexander Von Humboldt en su ascensión al Pichincha a principios del siglo XIX. Asimismo, se conoce que tropas libertadoras recorrieron las montañas que dividen a Lloa de Quito para acercarse sin ser vistos al centro de la ciudad, lo que finalmente desencadenaría en la Batalla de Pichincha el 24 de mayo de 1822, en la cual, tras la victoria del ejército del Mariscal Antonio José de Sucre, España perdería el control que aún mantenía sobre los territorios del actual Ecuador, que pasarían a formar parte de la Gran Colombia. 
En la actualidad, los habitantes de Lloa de dedican principalmente a la ganadería y a la agricultura y su economía se sustenta en la comercialización de los productos de estas actividades, ya sea para consumo interno o para su venta en los mercados de Quito. El pueblo es conocido por su producción de papa, habas, choclo (maíz andino) y productos lácteos como leche y queso. Durante las últimas décadas el sector turístico local ha tenido un desarrollo vertiginoso, sobre todo debido a la mejora en la conectividad con la ciudad.

## Características climáticas y geográficas

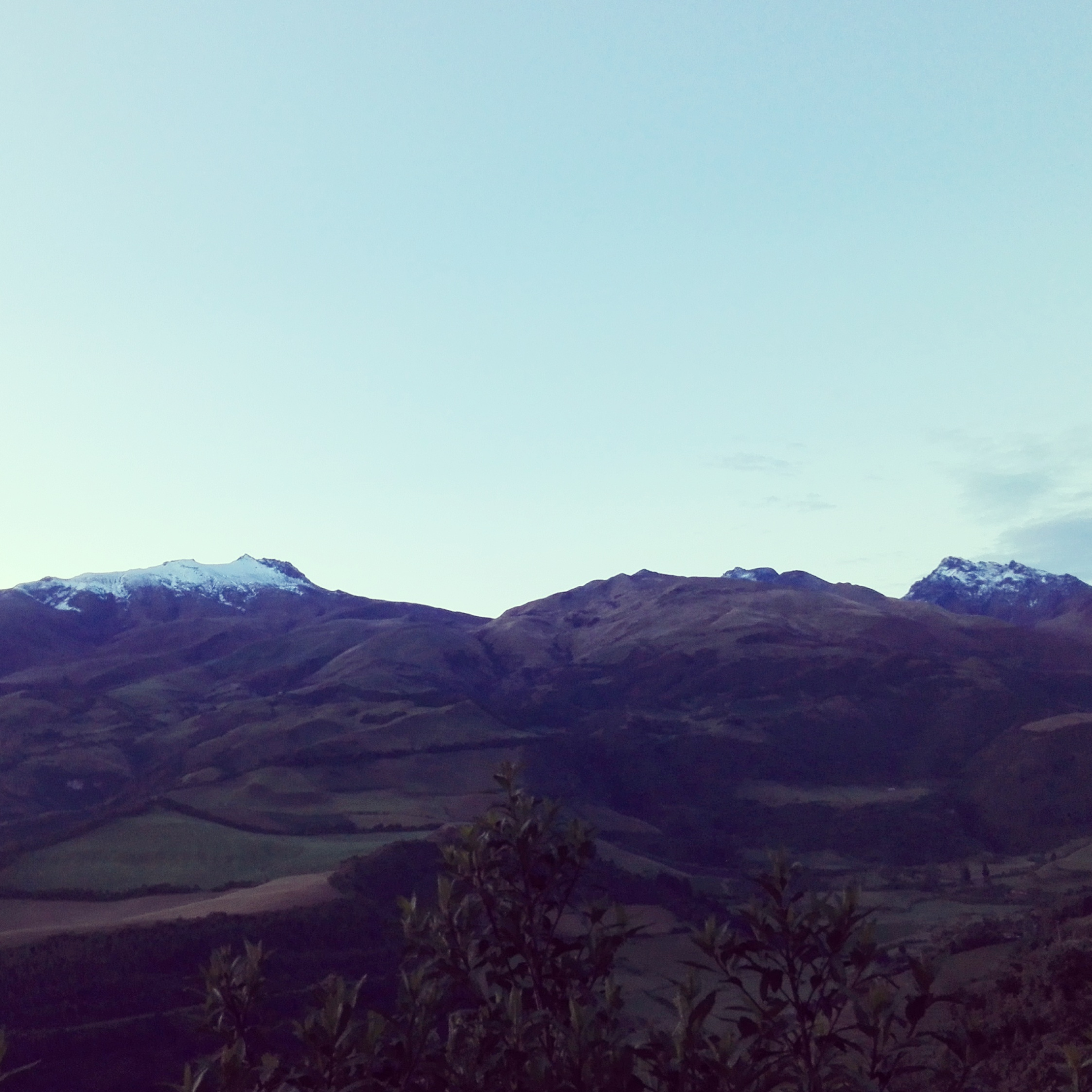
Volcán Pichincha visto desde el sector de Huayrapungo después de una tormenta.

Con 547 kilómetros cuadrados Lloa es la parroquia más extensa del Distrito Metropolitano de Quito, superando en superficie incluso al área urbana de la ciudad. Sus condiciones climáticas varían de acuerdo a la época del año y a la ubicación dentro del territorio parroquial ya que el mismo tiene una gran variante altitudinal que va desde los 1800 metros en el sector del Barrio Chiriboga, colindante con la Provincia costera de Santo Domingo de los Tsachilas; hasta los 4784 metros sobre el nivel del mar en la cumbre del Volcán Pichincha. Debido a esto, la parroquia cuenta con varios pisos climáticos, presentando así temperaturas gélidas en su parte alta (-3 °C a 5 °C), hasta temperaturas templadas en su parte más baja (17 °C a 20 °C). En el centro poblado las temperaturas oscilan entre los 2 °C y 18 °C a lo largo del día durante todo el año, con abundantes precipitaciones durante el invierno y fuertes vientos con cielos despejados en los meses del verano o estación seca. En la población es muy frecuente encontrar presencia de neblina, sobre todo en horas de la tarde, debido a la ubicación de este valle en un encañonado formado por las estribaciones de los volcanes Pichincha y Atacazo, el cual permite el ingreso de grandes masas de humedad provenientes de la costa ecuatoriana.

## Costumbres y tradiciones

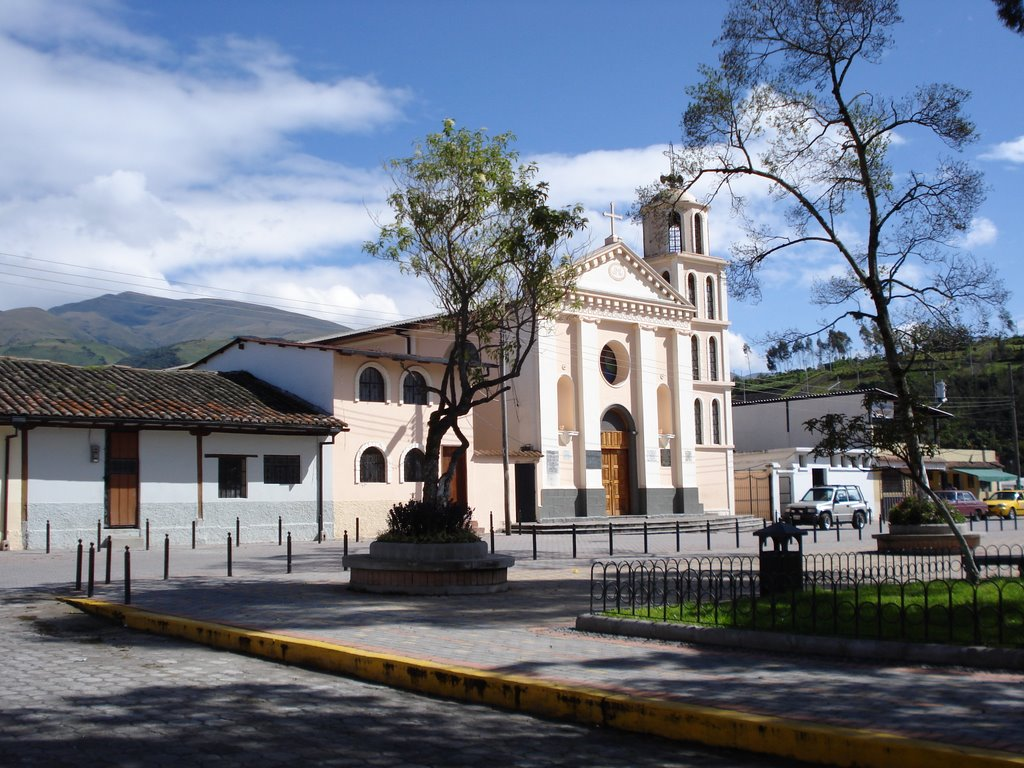
Iglesia de Lloa en el Parque Central.

Lloa a lo largo del tiempo ha ido forjando una sólida identidad con base en la tradición oral de sus habitantes mayoritariamente católicos y marcados por una profunda religiosidad de la cual han derivado costumbres que se han transmitido de padres a hijos a través de los años; entre sus principales tradiciones destaca festividad de la Virgen del Cinto que se realiza todos los meses de septiembre en la capilla del mismo nombre; asimismo todos los meses de agosto se da la tradicional peregrinación de la Virgen del volcán que consiste en una caminata desde el centro de la parroquia hasta la cima del Guagua Pichincha en búsqueda de algún favor o en agradecimiento de los ya recibidos, también pidiendo bendiciones para la población y que el feroz volcán mantenga su sueño. En la parroquia se desarrollan de igual manera varias costumbres andinas como la preparación de la típica colada morada y las guaguas de pan en el día de los difuntos y la procesión representando la crucifixión de Jesucristo el Viernes Santo. 

## Turismo
La parroquia cuenta con varios sitios de interés para gustos variados, se pueden realizar actividades de turismo de aventura tales como senderismo, ciclismo de aventura, camping, entre otras. Además, la oferta gastronómica es otro de los grandes atractivos del lugar, en toda la parroquia se puede degustar de platos típicos de la serranía ecuatoriana tales como el hornado, fritada, empanadas de viento, pristiños con miel, morocho, colada morada. Esta última, pese a ser una bebida típica del Día de los Difuntos en Ecuador, se la puede encontrar en Lloa durante todo el año. De igual manera, Lloa ofrece otros lugares turísticos como aguas termales, pesca deportiva y zonas de cabalgata, actividades que prometen un buen momento en familia y un escape de la polución capitalina y la ajetreada vida urbana a muy poco tiempo de Quito.
Volcán Guagua Pichincha

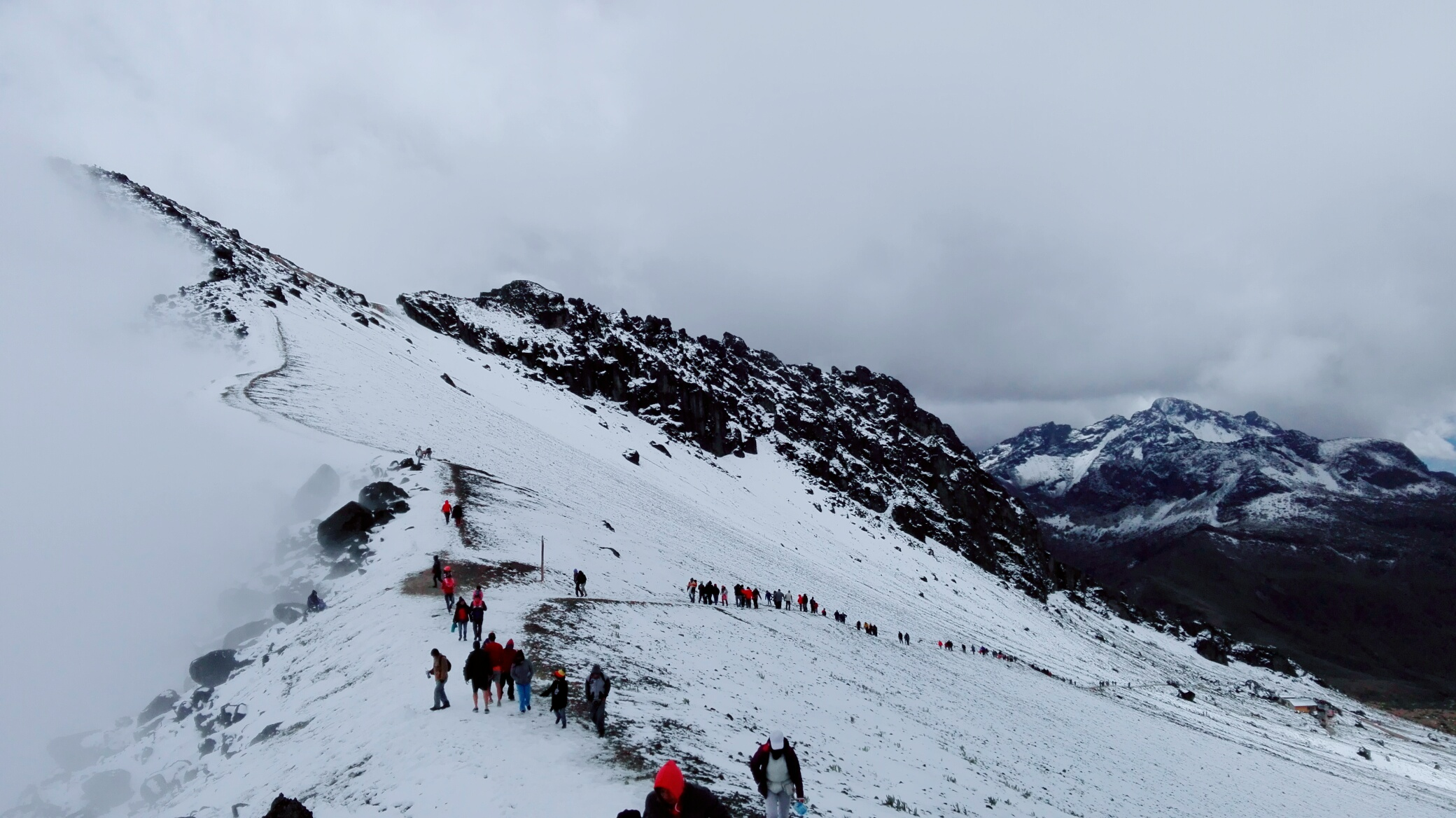
Peregrinos ascendiendo al Guagua Pichincha entre la nieve durante una festividad religiosa.

Uno de los principales atractivos de esta parroquia quiteña es su condición de puerta de acceso al Guagua Pichincha, el punto más alto del Distrito Metropolitano de Quito y volcán activo cuyo último episodio eruptivo se produjo en 1999. El refugio de montaña se encuentra a una hora desde el centro de Lloa a través de un escarpado camino. El lugar ofrece impresionantes paisajes de páramo andino, donde se puede apreciar la flora y fauna nativas tales como la chuquirahua y el ave curiquingue. Desde la cima del volcán se puede apreciar hacia el oriente una excepcional vista panorámica de la ciudad de Quito con las montañas nevadas que la rodean y hacia el occidente, bajo condiciones climáticas favorables, es posible divisar la caldera del volcán aún con actividad fumarólica, así como las estribaciones costeras de los Andes. El clima del lugar es muy frío, con fuertes vientos y nevadas repentinas sobre todo en la época del invierno ecuatorial (octubre a mayo) por lo cual es necesario acudir con vestimenta adecuada y tomar las medidas de seguridad necesarias puesto que el entorno es propicio para extravío de excursionistas.
Ruta Lloa-Mindo

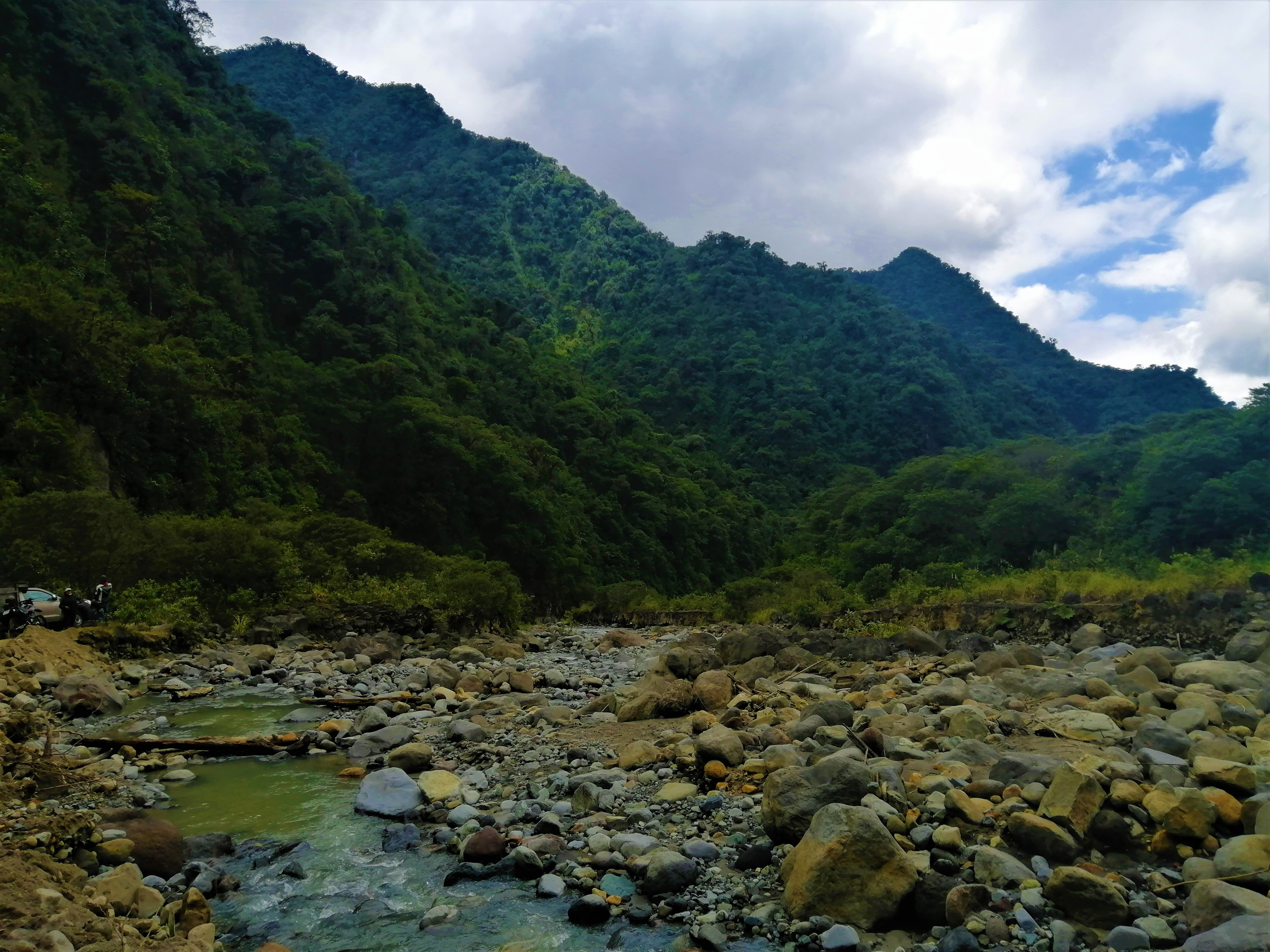
Río Cristal fluyendo entre rocas volcánicas a su paso por la ruta Lloa-Mindo.

Desde el centro poblado se puede tomar una carretera en dirección suroccidente que paulatinamente pierde calidad hasta convertirse en un camino lastrado y finalmente en una trocha. Esta vía conecta el centro de Lloa con algunos de sus barrios ubicados a menor altitud por lo cual a medida que se desciende el paisaje cambia drásticamente hasta convertirse en un exuberante bosque nublado subtropical con alta biodiversidad. En el camino se puede disfrutar de varias actividades turísticas ofertadas por microempresarios locales, tales como la pesca deportiva, cabalgata, trekking, las aguas termales del barrio Urauco, cascadas y una variada gastronomía.
El camino circunvala el Volcán Guagua Pichincha y es posible acceder con vehículo hasta un punto determinado, desde allí si se desea continuar deberá ser a pie o a caballo. Esta ruta es conocida por los apasionados del excursionismo porque a través de ella, luego de poco más de un día de camino se puede llegar a Mindo, otro destino natural muy popular de Ecuador. A lo largo del trayecto se aprecian bellas estampas del bosque nublado y se atraviesan varios ríos que entre sus aguas dejan ver piedras de tono amarillo y verdoso lo que revela su origen en la actividad volcánica del Pichincha.